# 청송 대전사 명부전 지장삼존상 및 시왕상 일괄
청송 대전사 명부전 지장삼존상 및 시왕상 일괄(靑松 大典寺 冥府殿 地藏三尊像 및 十王像 一括)은 대한민국 경상북도 청송군 부동면, 대전사 명부전에 봉안되어 있는 불석(佛石)제의 지장삼존상과 시왕상 일괄이다. 2019년 8월 26일 경상북도의 유형문화재 제540호로 지정되었다.

## 지정 사유
이 불상은 대전사 명부전에 봉안되어 있는 불석(佛石)제의 지장삼존상과 시왕상 일괄로, 지장삼존상(3軀), 시왕상(10軀), 판관(2軀), 사자(1軀), 금강역사상(2軀) 등 모두 18구로 구성되어 있다. 이 가운데 지장삼존상과 시왕상은 이미 경상북도 문화재자료로 지정되어 있으며 나머지 5구는 미지정 상태이다. 도명존자와 무독귀왕에서 발견된 조성발원문에 의하면, 1703년에 수연(守衍)이 수화승으로 조성하여 대전사 명부전에 봉안하였음을 알 수 있다. 수연은 17세기 대표적 조각승인 승호(勝湖)의 제자인데, 이 불상들은 수연이 제작한 작품 가운데 현전하는 가장 오래된 예로서 조선시대 불교조각사 연구에 중요한 학술적 의미를 지닌다.
조성발원문을 통해 조각가, 제작연대, 원 봉안처를 분명히 알 수 있을 뿐만 아니라 작품 상태 또한 양호하므로 불상(18구)과 조성발원문(2매)을 일괄하여 유형문화재로 지정한다.

## 지정 내역
| 번호  | 명칭                                                                   | 재료     | 구조·형식·형태 | 규격                                   | 수량     | 기타특징                                                |
| ----- | ---------------------------------------------------------------------- | -------- | -------------- | -------------------------------------- | -------- | ------------------------------------------------------- |
| 540호 | 청송 대전사 명부전 지장삼존상 및 시왕상 일괄 (靑松 大典寺 冥府殿 一括) | 18軀 2枚 | 18軀 2枚       | 18軀 2枚                               | 18軀 2枚 | 18軀 2枚                                                |
| -1)   | 지장보살                                                               | 불석     | 좌상           | - 높이 70.0cm, 슬폭 56.0cm             | 1軀      | - 제작연대 : 1703년 - 제 작 자 : 守衍, 崇湜, 孝玄, 智雄 |
| -2)   | 도명존자                                                               | 불석     | 입상           | - 높이 79.0cm, 견폭 28.8cm             | 1軀      | - 제작연대 : 1703년 - 제 작 자 : 守衍, 崇湜, 孝玄, 智雄 |
| -3)   | 무독귀왕                                                               | 불석     | 입상           | - 높이 88.0cm, 견폭 24.0cm             | 1軀      | - 제작연대 : 1703년 - 제 작 자 : 守衍, 崇湜, 孝玄, 智雄 |
| -4)   | 시왕상                                                                 | 불석     | 의좌상         | - 높이 101.0~109.5cm, 너비 35.0~40.0cm | 10軀     | - 제작연대 : 1703년 - 제 작 자 : 守衍, 崇湜, 孝玄, 智雄 |
| -5)   | 판관                                                                   | 불석     | 입상           | - 높이 82.5~87.0cm, 견폭 24.5~27.0cm   | 2軀      | - 제작연대 : 1703년 - 제 작 자 : 守衍, 崇湜, 孝玄, 智雄 |
| -6)   | 사자                                                                   | 불석     | 입상           | - 높이 73.5~93.5cm, 너비 43.0~49.5cm   | 2軀      | - 제작연대 : 1703년 - 제 작 자 : 守衍, 崇湜, 孝玄, 智雄 |
| -7)   | 조성발원문(도명존자복장)                                               | 종이     | 발원문         |                                        | 1枚      | - 백지묵서(1703년)                                      |
| -8)   | 조성발원문(무독귀왕복장)                                               | 종이     | 발원문         |                                        | 1枚      | - 백지묵서(1723년)                                      |

## 참고 문헌
- 청송 대전사 명부전 지장삼존상 및 시왕상 일괄 - 국가유산청 국가유산포털